# Oksana Chusovitina
Oksana Aleksandrovna Chusovitina född den 19 juni 1975 i Buchara, Uzbekistan, är en uzbekisk och tysk gymnast.
Hon började träna gymnastik vid sju års ålder, när hon var tolv flyttade hon till en idrottsskola. 1988 blev hon sovjetisk juniormästare och 1991 tog hon sina första internationella segrar när hon tog guld i lagmångkampen och fristående, samt silver i hopp vid VM i Indianapolis.
Hon var även med och tog OS-guld i lagmångkampen i samband med de olympiska gymnastiktävlingarna 1992 i Barcelona för det förenade laget.
2002 flyttade Chusovitna till Tyskland då hennes son Alisher var sjuk i leukemi och hon och hennes make behövde pengar till hans behandling. Hon tog för Tysklands räkning OS-silver i hopp i samband med de olympiska gymnastiktävlingarna 2008 i Peking.
Vid olympiska sommarspelen 2012 i London kom Chusovitna på en femteplats i hopp. Hon planerade då att avsluta karriären och bli tränare. Hon ångrade sig dock och tävlade för sitt hemland Uzbekistan vid olympiska sommarspelen 2016 där hon blev sjua i hopp. Vid olympiska sommarspelen 2020 i Tokyo gjorde Chusovitna sitt åttonde olympiska framträdande.